# Еббі Елліотт
Ебігейл «Еббі» Елліотт (16 червня 1987 , Нью-Йорк, Нью-Йорк ) (англ. Abigail «Abby» Elliott) – американська акторка, комікеса, сценаристка і співачка.

## Біографія
Ебігейл Елліотт народилася 16 червня 1987 року в Нью-Йорку (штат Нью-Йорк, США) в сім'ї актора Кріса Елліотта (нар.1960) і кастинг-директора Поли Нідерт, які одружені з 8 березня 1986 року. Еббі має сестру — акторку Бріджет Еліотт.
Дебютувала в кіно у 2006 році, зігравши роль Крістін у фільмі «Ви досягли Еліоттів». У 2008—2012 роках Елліотт грала в гумористичному телешоу «Суботнього вечора у прямому ефірі», де вона спародіювала Крістіну АгілеруБріттані Мерфі, Енн Гетевей, Кеті Перрі, Анджеліну Джолі, Джоан К'юсак, Анну Фаріс, Хлої Кардашʼян. Також є сценаристкою та співачкою.
З 3 вересня 2016 року одружена з телевізійним сценаристом Біллом Кеннеді, з яким зустрічалася 2 роки до весілля. У жовтні 2020 року народила дочку Ідіт Пеппер Кеннеді .